# Ovivora thalassemae
Ovivora thalassemae is een soort in de taxonomische indeling van de Myzozoa, een stam van microscopische parasitaire dieren. Het organisme komt uit het geslacht Ovivora en behoort tot de familie Aggregatidae. Ovivora thalassemae werd in 1937 ontdekt door Mackinnon & Ray.